# Pteropus rennelli
Pteropus rennelli är en flyghund i släktet Pteropus som förekommer på Salomonöarna. Denna flyghund är nära släkte med Pteropus rayneri och Pteropus cognatus. Artepitetet i det vetenskapliga namnet syftar på utbredningsområdet.
Arten blir 145 till 185 mm lång, saknar svans och väger cirka 170 g. Underarmarna är 95 till 128 mm långa, bakfötternas längd är 24 till 39 mm och öronen är 23 till 25 mm stora. Pteropus rennelli har en svart nos med korta rörformiga näsborrar. Ansiktet kännetecknas av en svartgrå färg, ögon med rödbrun regnbågshinna och av spetsiga öron. Med undantag av en ljusmantel kring axlarna är pälsen mörkbrun. Arten har svart flyghud. Typiskt är robusta tänder.
Arten är endemisk för ön Rennel i ögruppens sydöstra del. Individerna lever i skogar och de håller sig fast i trädens grenar när de vilar. Honor föder en unge per dräktighet. Livslängden uppskattas med 8 till 9 år. Som föda antas frukter och blommor. Individerna vilar ensam eller i par.
Beståndet hotas av intensivt skogsbruk, av gruvdrift och av jakt för köttets skull. Stormbyar kann paverka arten negativ. Den listas av IUCN som starkt hotad (EN).